# Burg Wildeck (Wildeck)
Die Burg Wildeck ist die Ruine einer Spornburg des 13. Jahrhunderts im Richelsdorfer Gebirge in der hessischen Gemeinde Wildeck im Landkreis Hersfeld-Rotenburg. An ihrer Stelle wurde ab 1727 das Jagdschloss Blumenstein errichtet.

## Geographische Lage
Die Burg stand im Südteil des Richelsdorfer Gebirges in der Wildecker Gemarkung Raßdorf. Umgeben von Wald befand sie sich auf einem etwa 350 m ü. NN hohen Bergsporn des Schloßbergs, der sich im Südteil des Wildecker Tals oberhalb der Suhl nach Westen vorschiebt.

## Geschichte

### Burg Wildeck
Die Burg Wildeck wurde vermutlich von den Thüringer Landgrafen im 13. Jahrhundert erbaut. Die erste urkundliche Erwähnung folgte im Jahre 1289, als Landgraf Albrecht II. die Burg an seinen Sohn Apitz übereignete. Im Jahr 1301 kam die Burg in den Besitz der Abtei Fulda. Dies führte jedoch zu Auseinandersetzungen zwischen Fulda und dem Bistum Würzburg. Das Bistum besetzte die Burg im Jahr 1316, sie wurde aber von Fulda rasch zurückerobert. Die danach wohl zerstörte Burg wurde wieder aufgebaut und kam 1337 als geteiltes fuldisches Lehen in den Besitz der Herren von Trott und der von Boyneburg. Ab 1323 gehörte Obersuhl zum Verwaltungsbezirk Schloss und Burg Wildeck, dem "Amt Wildeck". Nachdem im Jahr 1363 der Ort Hönebach durch Abtretung der Herren von Uffhausen
zum Amt Wildeck gekommen war, wurde dieses vom Abt von Fulda im Jahr 1364 an die Herren von Trott zu Lehen gegeben. Beide Orte waren durch das thüringische Amt Gerstungen (Bosserode, Raßdorf, Großensee) voneinander getrennt. Im Jahr 1406 löste Landgraf Hermann II. von Hessen die in Pfandbesitz befindlich Burg ein und belehnte die Herren von Trott mit der Burg. Das Amt Wildeck fiel 1412 an die Landgrafschaft Hessen. Im Jahr 1413 verkaufte Fulda die Burg an Landgraf Hermann II., sie wurde aber schon 1445 wieder verpfändet (bis 1544). Im Bauernkrieg wurde die Burg im Jahre 1525 zerstört. Sie diente dann dem berüchtigten Räuber Wilde Sau und seiner Bande als Unterschlupf. Ab 1579 wurde das Gericht Obersuhl zum Amt Rotenburg gerechnet.

### Jagdschloss Blumenstein
Im Jahr 1627 kam die Ruine in den Besitz der von Landgraf Moritz von Hessen-Kassel zur Versorgung seiner Söhne aus seiner zweiten Ehe mit Juliane von Nassau-Dillenburg geschaffenen teilsouveränen Landgrafschaft Hessen-Rotenburg (Rotenburger Quart). 1727 ließ Landgraf Ernst II. Leopold von Hessen-Rotenburg auf den Ruinen der Burg Wildeck ein Jagdschloss bauen, das er Blumenstein nannte.

## Baubeschreibung

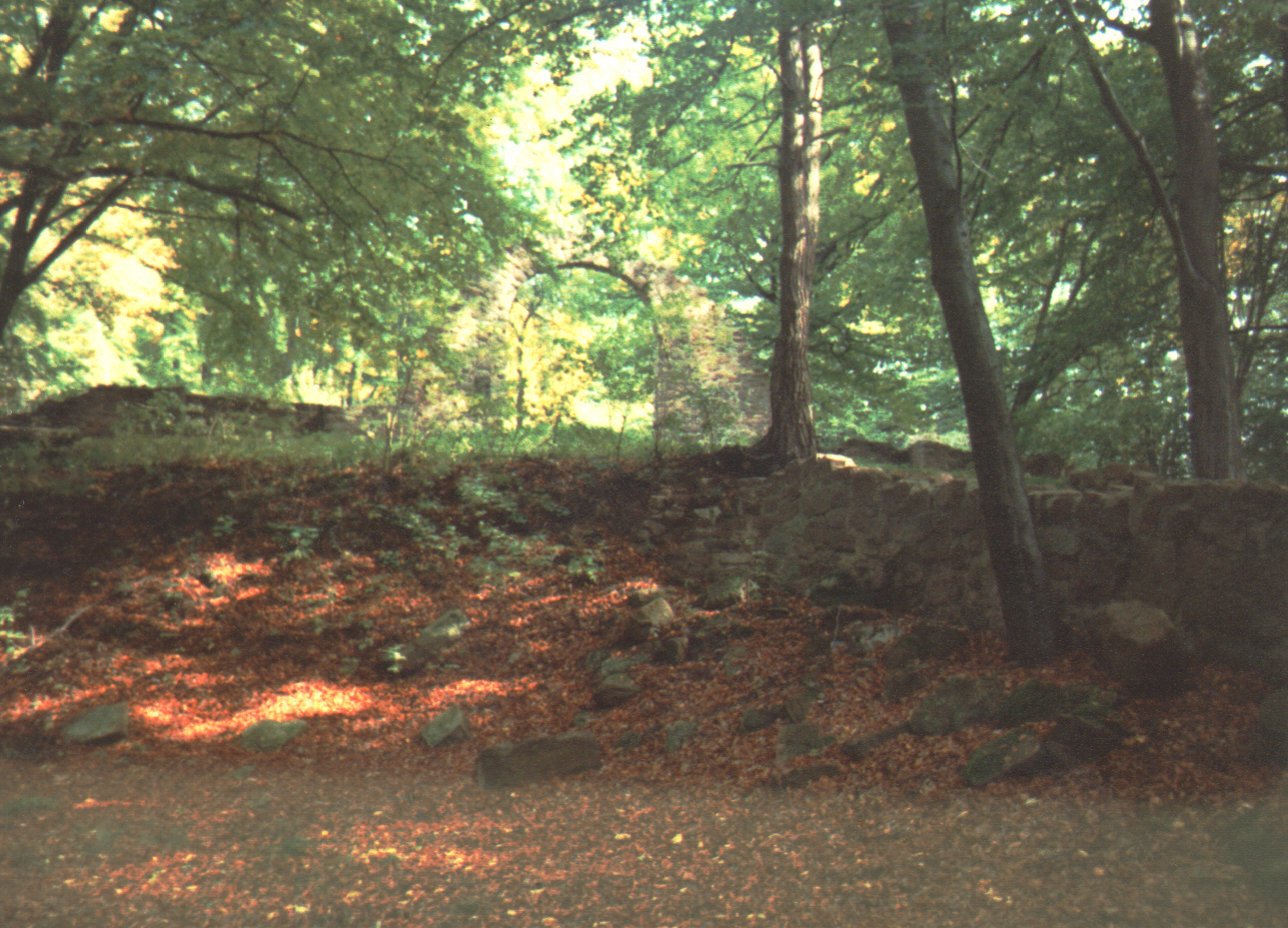
Mauerreste im Burggelände

Nach 1920 besuchte der Burgwart der Wartburg, Hermann Nebe, die Ruinen und analysierte die damals noch besser erkennbaren Baureste.
«Die Burganlage ist ziemlich schwer aus den einzelnen Bauperioden zu erkennen. Sie ist nordwest-südöstlich in der Hauptachse orientiert und wird überragt von dem nach Osten zu ins Tal ziehenden Bergrücken, von dem sie bergaufwärts ein tiefer Halsgraben scheidet. [...] Sie läßt jetzt noch einen Außenwall und Graben (jetzt planiert) erkennen, der etwa 360 Meter im Umkreis mißt. Aus diesem wächst die zwingerumgürtete Hochburg empor, die etwa 120 Meter im Rechteck einnimmt, während der Zwinger selbst etwa 180 Meter Umfang aufweist. Zur Hochburg führt der schon erwähnte, durch den Zwinger ansteigende Torweg hinan. Die Hochburg ist nach Nordwesten zu durch starke Mauern geschützt und weist noch einen rechteckigen Turmstumpf auf. Sie scheint nur aus einem nordwestlich an die Mauer gelehnten Palas von etwa 20:10 Meter Ausmaßen und dem Burghof bestanden zu haben. Der Palas ist unterkellert und im Burghof neigt ein angeblich 40 Meter tiefer Brunnen steil seinen Schlung in das Berginnere. Überall kann man an nur angelehnten, nicht verzahnten Mauern und der wechselhaften Mauerstärken die Arbeit früherer und späterer Zeit entdecken.» (Hermann Nebe 1925)
Von der Burganlage sind heute lediglich Fundamente der rechteckigen Umfassungsmauern und ein mit Steinen abgedeckter Brunnen erhalten. Die Erbauer des späteren Jagdschlosses nutzten die Ruine als Steinbruch. Die jetzt sichtbaren Ruinenteile stammen überwiegend vom Jagdschloss – ein Keller an der Nordseite. Auch der Torbogen am Zugangsweg ist erhalten. Alle Mauerreste werden in Eigeninitiative mit Hilfe von Spenden, von Vereinen und Bürgern der umliegenden Gemeinden erhalten.